# زورناباد پایین
زورناباد پایین (به لاتین: Aşağı Zurnabad) یک منطقه مسکونی در جمهوری آذربایجان است که در شهرستان گوی‌گول واقع شده است.